# 佩尔·克罗尔德鲁普
佩尔·克罗尔德鲁普（Per Krøldrup，1979年7月31日—），是一名丹麦足球运动员，司职后卫。

## 俱乐部生涯
克罗尔德鲁普在丹麦低级别球队Aalborg Chang开始足球生涯，后来他转投到丹麦甲级联赛球队B.93。2001年，克罗尔德鲁普加盟乌迪内斯。2005年6月，他以500万英镑的身价加盟英超球队埃弗顿，他只为埃弗顿出场一次。这次转会也是timesonline评选的英超历史最差50次转会之一。
2006年，他回到意大利，加盟佛罗伦萨。

## 職業數據
以下是高特立至2010/11球季為止的職業數據︰
| 賽季    | 球會     | 上陣 | 入球 | 聯賽           |
| ------- | -------- | ---- | ---- | -------------- |
| 2001/02 | 烏甸尼斯 | 010  | 01   | 意大利甲組聯賽 |
| 2002/03 | 烏甸尼斯 | 026  | 0    | 意大利甲組聯賽 |
| 2003/04 | 烏甸尼斯 | 030  | 02   | 意大利甲組聯賽 |
| 2004/05 | 烏甸尼斯 | 025  | 0    | 意大利甲組聯賽 |
| 2005/06 | 愛華頓   | 01   | 0    | 英格蘭超級聯賽 |
| 2005/06 | 費倫天拿 | 014  | 0    | 意大利甲組聯賽 |
| 2006/07 | 費倫天拿 | 021  | 01   | 意大利甲組聯賽 |
| 2007/08 | 費倫天拿 | 018  | 0    | 意大利甲組聯賽 |
| 2008/09 | 費倫天拿 | 020  | 0    | 意大利甲組聯賽 |
| 2009/10 | 費倫天拿 | 025  | 02   | 意大利甲組聯賽 |
| 2010/11 | 費倫天拿 | 019  | 0    | 意大利甲組聯賽 |
| TOTAL   | TOTAL    | 209  | 6    |                |

## 国家队生涯
2004年2月，克罗尔德鲁普首次代表丹麦国家队出场，对手是土耳其队。他入选了2004年欧洲足球锦标赛丹麦队的参赛名单，但没有代表丹麦队出场。
他也入选了2010年世界盃足球賽的23人名单,并于对日本的最后一场分组赛取代停赛的西蒙·克亚尔首发上阵。